# Fernando Feo
Fernando José Feo Henríquez Tinaquillo, Cojedes, 8 de noviembre de 1958) es un político venezolano del partido Acción Democrática. Fue electo como alcalde de Tinaquillo, estado Cojedes, en las elecciones regionales de 2021. Fue detenido el 4 de agosto de 2024 por fuerzas de seguridad y recluido en El Helicoide.